# Tensione di offset
In elettronica, la tensione di offset (VOS) è la differenza di potenziale che deve essere applicata ad un amplificatore operazionale per ottenere in uscita una tensione nulla.
In teoria, l'uscita dell'amplificatore operazionale dovrebbe assumere un valore di potenziale nullo quando ad entrambi i suoi ingressi viene applicata la stessa tensione. In realtà, negli amplificatori reali ciò non accade; pertanto, molti dispositivi progettati per l'impiego in circuiti di precisione, presentano una coppia di pin preposti appunto per la taratura della tensione di offset tramite un trimmer.
La differenza tra le correnti dei due ingressi quando l'operazionale è a riposo è detta corrente di offset.